# Singapura nos Jogos Olímpicos de Verão de 2004
Singapura competiu nos Jogos Olímpicos de Verão de 2004, em Atenas, na Grécia.

## Desempenho

### Atletismo
Masculino
| Atletas       | Evento     | Preliminar | Preliminar | Quartas     | Quartas     | Semifinal   | Semifinal   | Final       | Final       |
| Atletas       | Evento     | Marca      | Posição    | Marca       | Posição     | Marca       | Posição     | Marca       | Posição     |
| ------------- | ---------- | ---------- | ---------- | ----------- | ----------- | ----------- | ----------- | ----------- | ----------- |
| Seng Song Poh | 100 metros | 10s75      | 62º        | Não avançou | Não avançou | Não avançou | Não avançou | Não avançou | Não avançou |